# Anuta
Anuta – mała wulkaniczna wysepka w południowo-wschodniej części Wysp Salomona, w prowincji Temotu. 
Wyspę zamieszkuje około 300 osób. Z uwagi na ubogie udrzewienie wyspy, mieszkańcy zajmują się uprawami (głównie drzewo chlebowca). Dużą część diety mieszkańców wyspy stanowią ryby, owoce morza i ptaki morskie.